# Charles Heiné
Charles Heiné est un international de football français né le 2 janvier 1920 à Colmar et mort le 10 juillet 1971. Il a été sélectionné deux fois en équipe de France pendant sa carrière (pendant la saison 1946-1947 par Gaston Barreau et Gabriel Hanot). Il évoluait au poste d'attaquant.
Souffrant de problèmes neurologiques, il doit arrêter sa carrière en 1952.

## Coupe de France
- Finaliste de la Coupe de France en 1947 avec le RC Strasbourg contre le LOSC (défaite 0-2)

## Division 1
- 100 matchs, 11 buts

## Sélections nationales
- 2 sélections, 0 but.

Premier match : France - Belgique 4-2 (le 01-06-1947)

## Carrière
- 1938-1939 : SR Colmar (Division 2)
- 1945-1946 : SR Colmar (Division 2)
- 1946-1949 : RC Strasbourg (Division 1)
- 1949-1952 : FC Sochaux-Montbéliard (Division 1)

- 1946-1947 : Équipe de France